# Drosera grievei
Drosera grievei este o specie de plante carnivore din genul Drosera, familia Droseraceae, ordinul Caryophyllales, descrisă de Allen Lowrie și N.Marchant.
Este endemică în:
- Ashmore-Cartier Is..
- Western Australia.

Conform Catalogue of Life specia Drosera grievei nu are subspecii cunoscute.

## Galerie